# Карл II (Брауншвайг)
Вижте пояснителната страница за други личности с името Карл II.
Карл II (на немски: Karl II; * 30 октомври 1804, Брауншвайг; † 18 август 1873, Женева) от род Велфи (Нов Дом Брауншвайг), е херцог на Брауншвайг-Люнебург и херцог на Херцогство Брауншвайг от 1815 до 1830 г.

## Живот
Той е големият син на херцог Фридрих Вилхелм (1771 – 1815) и съпругата му принцеса Мария фон Баден (1782–1808), дъщеря на принц Карл Лудвиг фон Баден (1755 – 1801) и съпругата му Амалия фон Хесен-Дармщат, която е сестра на Елизавета Алексеевна, руска императрица, съпруга на император Александър I.
След смъртта на баща му десетгодишният Карл го наследява като херцог. Първо той е под опекунството на английския крал Джордж IV от Великобритания-Хановер, който назначава за негов възпитател хановерския дипломат Фридрих Вилхелм Александър фон Линсинген.
На 16 юни 1815 г. Карл става херцог на Брауншвайг и княз на Оелс; той предава владението над Княжество Олешница (Оелс) през януари 1826 г. на брат си Вилхелм.
На 30 октомври 1823 г. Карл II поема управлението в Брауншвайг. Той не признава някои от решенията на Джордж IV. На 7 септември 1830 г. жителите на Брауншвайг въстават против живеещият в лукс княз, наричан затова „Диаманти херцог“. Тогава резиденцията му, старият барок дворец в Брауншвайг, изгаря до основите. На същия ден Карл, заедно с част от двора му и брат му, бяга от града. Народното събрание назначава на 2 декември 1830 г. брат му Вилхелм да води временно управлението на страната. Вилхелм поема управлението на 20 април 1831 г. Свалянето на Карл е признато през юли 1832 г. 
Карл живее след това в Испания, Англия, Франция и в Швейцария. Умира неженен през 1873 г. в Женева. Голямото си богатство, вложено главно в диаманти, той преписва на този град, където му построяват паметник.
- Херцог Карл II фон Брауншвайг
- Паметник на град Женева за херцог Карл II

## Белетристика
- Karl Braun: Der Diamanten-Herzog. Ein deutscher Prinzenspiegel. A. Hofmann & Co., Berlin 1881.
- Wilhelm Scholz: Unter dem Fanal. Historische Erzählung aus der Zeit des Diamantenherzogs Karl II. von Braunschweig. Scholz, Braunschweig 1910.
- Georg Schwarz: Der Diamanten-Herzog. Geschichte eines Prätendenten. Frundsberg-Verlag, Berlin 1935.